# Gnathium
Gnathium là một chi bọ cánh cứng trong họ Meloidae.
Chi này được miêu tả khoa học năm 1818 bởi Kirby.

## Các loài
Các loài trong chi này gồm:
- Gnathium bicolor Brèthes, 1910
- Gnathium caviceps MacSwain, 1952
- Gnathium eremicola MacSwain, 1952
- Gnathium francilloni Kirby, 1818
- Gnathium martini MacSwain, 1952
- Gnathium minimum (Say, 1824)
- Gnathium nanulum MacSwain, 1952
- Gnathium nitidum Horn, 1870
- Gnathium obscurum MacSwain, 1952
- Gnathium politum Dillon, 1952
- Gnathium texanum Horn, 1870
- Gnathium vandykei MacSwain, 1952